# Mega Records
Mega Records blev etableret i 1983 i København af Kjeld Wennick med afdelinger i forskellige europæiske lande. Selskabet hed den gang Mega Scandinavia A/S. I 2001 blev pladeselskabet opkøbt af edel music AG, og skiftede navn til Edel-Mega Records, som dog lukkede et par år senere. Mega Records ejes og distribueres nu af Playground Music.
Mega Records bedst kendte kunstner var den svenske gruppe Ace of Base, med næsten 30 millioner solgte albummer i verden. 